# Ешленд (Міссісіпі)
Ешленд (англ. Ashland) — місто (англ. town) в США, в окрузі Бентон штату Міссісіпі. Населення — 551 особа (2020).

## Географія
Ешленд розташований за координатами 34°50′3″ пн. ш. 89°10′40″ зх. д. / 34.83417° пн. ш. 89.17778° зх. д. (34.834119, -89.177741).  За даними Бюро перепису населення США в 2010 році місто мало площу 4,72 км², уся площа — суходіл.

## Демографія
Згідно з переписом 2010 року, у місті мешкало 569 осіб у 221 домогосподарстві у складі 135 родин. Густота населення становила 120 осіб/км².  Було 254 помешкання (54/км²).
Расовий склад населення:
| - 92,6 % — білих - 5,8 % — чорних або афроамериканців - 0,4 % — азіатів |

До двох чи більше рас належало 0,5 %. Частка іспаномовних становила 1,4 % від усіх жителів.
За віковим діапазоном населення розподілялося таким чином: 18,1 % — особи молодші 18 років, 55,9 % — особи у віці 18—64 років, 26,0 % — особи у віці 65 років та старші. Медіана віку мешканця становила 48,9 року. На 100 осіб жіночої статі у місті припадало 85,9 чоловіків;  на 100 жінок у віці від 18 років та старших — 86,4 чоловіків також старших 18 років.
Середній дохід на одне домашнє господарство  становив 46 007 доларів США (медіана — 34 950), а середній дохід на одну сім'ю — 63 353 долари (медіана — 60 536). За межею бідності перебувало 9,8 % осіб, у тому числі 0,0 % дітей у віці до 18 років та 5,2 % осіб у віці 65 років та старших.
Цивільне працевлаштоване населення становило 139 осіб. Основні галузі зайнятості: освіта, охорона здоров'я та соціальна допомога — 25,2 %, виробництво — 18,7 %, транспорт — 15,1 %, мистецтво, розваги та відпочинок — 13,7 %.